# سونگ جی اون
سونگ جی-ایون (به انگلیسی: Song Ji-eun) (زاده ۵ می ۱۹۹۰) خواننده، ترانه‌سرا، بازیگر اهل کره جنوبی است.سونگ جی-ایون در سن ۱۹سالگی وارد حرفه‌های هنری شد.